# 론강
론강(프랑스어: Rhône, 오크어: Ròse, 프랑코프로방스어: Rôno, 독일어: Rhone, 이탈리아어: Rodano, 라틴어의 Rhodanus에서 유래됨)은 스위스 영역의 알프스산맥에서 발원하여 프랑스를 거쳐 지중해로 들어가는 강이다.
유럽에서 유일하게 지중해로 통하는 큰 강이지만, 수위가 낮아서 오랫동안 수운과 기타 용도로 사용되지는 못했다. 근대 이후 기술의 발전과 더불어 프랑스의 적극적인 개발로 론강의 수위 조절이 가능해졌고, 이를 통해 교통, 농업, 발전을 목적으로 한 개발이 론강 주변에서 많이 행해졌다. 현재 스위스는 론강의 상류를 수력발전에 활용하고 있다.
험한 산과 복잡한 주변 지형을 거치는 긴 강이기에, 아름다운 경치에 매료된 여러 예술가들이 이 강을 묘사하였다. 프랑스에서 주도하는 계획에 따라 현재 라인강과 론강을 잇는 대수로 공사가 진행 중이다. 이 계획이 완성된다면 북해와 지중해 간의 수로가 만들어지는 셈이며, 수로의 용량에 대해 의심스러워하는 많은 의견에도 불구하고 이 수로의 상징적 의미와 더불어 정치, 경제적 의미는 클 것으로 보인다.

## 지리
길이는 813 
km로 유럽의 주요 강 중에서 지중해로 흘러가는 유일한 강이다. 스위스 남부의 론 빙하의 녹은 물에서 발원하여 서쪽의 발레 지역으로 향하면서 빙식곡과 구조곡을 따라 형성된 협곡을 흐른다. 론강은 삼각주를 만들면서 레만호로 흘러들어 가서, 호수의 남서쪽으로 빠져나와 지그재그 형태로 프랑스의 쥐라산맥의 방향을 따라 서쪽으로 흘러간다.
리옹에서 론강은 북쪽에서 흘러 온 주요 지류 손강을 만나 남쪽으로 방향을 바꾼다. 알프스 산지와 중앙 고지 사이를 흐르면서 몇 개의 지류를 만나면서 양안으로 암석 지대의 협곡을 지나기도 하고 홍수 때 침수되는 충적지와 계단 모양의 충적단구를 지나기도 한다. 하구에 가까워 지면서 강 주변에 습지가 늘어난다. 삼각주는 아를부터 시작되어 마르세유 서쪽까지 이어지는데 여기서 론강은 크게 두 개의 물줄기로 갈라져 지중해로 유입된다.

## 지나는 곳
- 스위스 발레주 브리크, 피스프, 로이크, 시에르, 시옹, 생모리스, 제네바주 제네바
- 프랑스 오베르뉴론알프 레지옹 론주 리옹, 이제르주 비엔, 드롬주 발랑스, 몽텔리마르, 프로방스알프코트다쥐르 레지옹 보클뤼즈주 아비뇽, 부슈뒤론주 아를